# 麦基诺大桥
麦基诺大桥（英語：Mackinac Bridge）是横跨麦基诺水道、连接美國密歇根州上半岛和下半岛的一座悬索桥。这座跨度为26,372-英尺（8.038-） 的大桥（人们通常称作「Big Mac」和「Mighty Mac」）是世界上跨度第十九长、西半球最长的悬索桥。麦基诺大桥是75號州際公路和绕密歇根湖和休伦湖的大湖环线的一部分，也是北部国家风景步道的一部分。大桥北侧连接圣伊尼亚斯，南侧连接麦基诺城。